# Chutney Popcorn
Chutney Popcorn è un film televisivo del 1999, interpretato, diretto e co-scritto da Nisha Ganatra.
In Italia il film è ucito il 27 marzo 2007 direttamente in home video.

## Trama
Reena è una giovane lesbica indiana che vive e lavora a New York. Sua sorella Sarita, che è felicemente sposata, scopre di essere sterile. Reena si offre di essere una madre surrogata per il bambino della sorella, sperando di migliorare la sua relazione con la madre, che disapprova l'orientamento sessuale di Reena. Sarita e suo marito accettano l'offerta di Reena, ma Sarita inizia ad avere ripensamenti. Dopo che Reena rimane incinta, il suo rapporto con la sua ragazza Lisa soffre. Dopo la nascita del bambino Reena e Lisa si riuniscono, così come la famiglia di Reena.

## Accoglienza

### Critica
Il film ha un punteggio positivo dell'83% (con una valutazione "fresca") sull'aggregatore di recensioni Rotten Tomatoes (su un totale di 19 recensioni). Su Metacritic ha un punteggio di 66/100.

## Riconoscimenti
Chutney Popcorn ha vinto numerosi premi in festival cinematografici tra il 1999 e il 2001, tra cui il San Francisco International Lesbian & Gay Film Festival, il Paris Lesbian Film Festival e L.A. Outfest.
È stato candidato per un GLAAD Media Award 2001 nella categoria miglior film per la televisione.